# Jeux olympiques d'été de 1940
Pour les articles homonymes, voir Jeux olympiques de 1940.

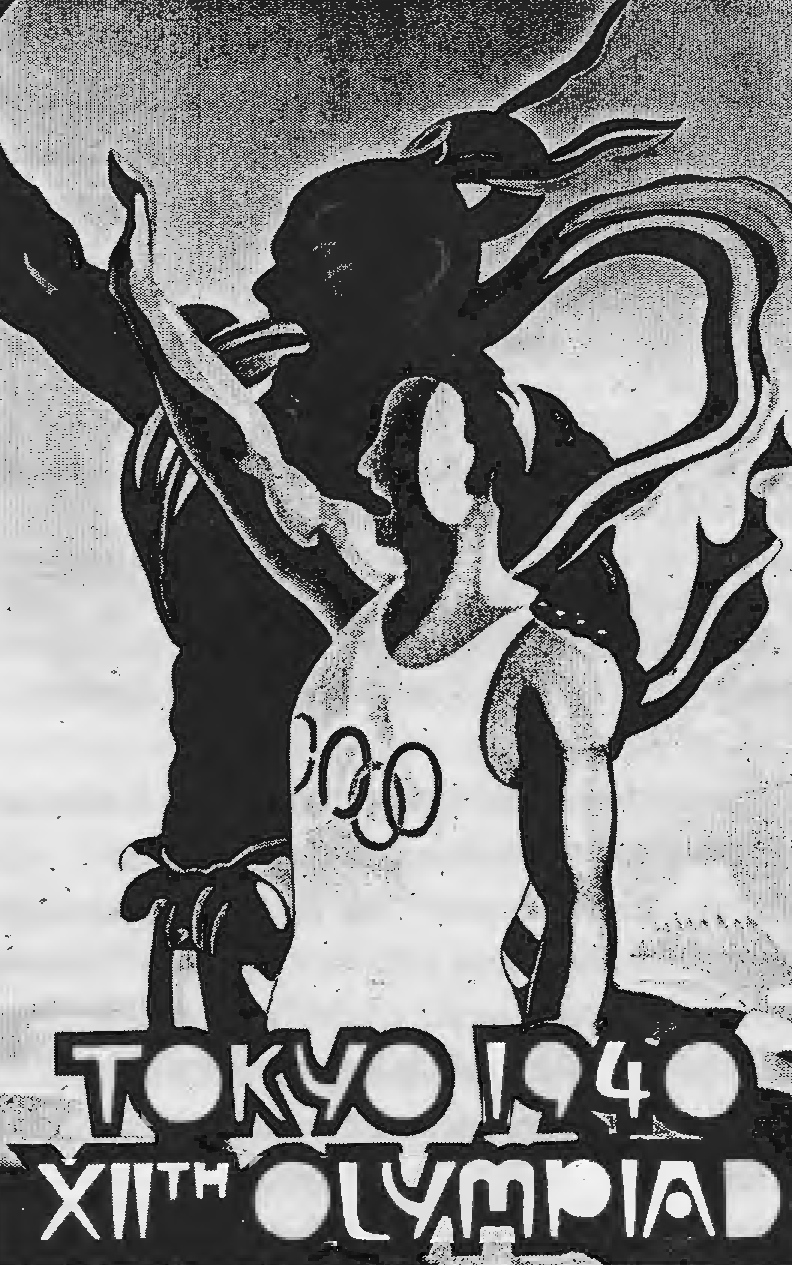
Affiche officielle dessinée par Sanzō Wada prévue pour les Jeux.

Les Jeux de la XIIe Olympiade, qui auraient dû avoir lieu entre le 21 septembre et le 6 octobre 1940, furent annulés en raison de la Seconde Guerre mondiale,,. Tokyo aurait dû accueillir ces Jeux, mais le Japon y renonça en raison du déclenchement de la seconde guerre sino-japonaise en 1937. Un programme détaillé des Jeux avait été publié en 1938, en quatre langues (japonais, anglais, français et allemand).
Les Jeux ont alors été réattribués à Helsinki, en Finlande, et reprogrammés du 20 juillet au 4 août 1940. Quand la Seconde Guerre mondiale éclata, la Finlande confirma qu'elle organiserait bien les Jeux. Elle y renonça cependant après avoir été attaquée par l'Union soviétique en novembre 1939 (lors de la guerre d'Hiver), et les Jeux olympiques d'été de 1940 furent définitivement annulés,. Le Japon organisera en contrepartie les Jeux de l'Asie de l'Est de 1940 pour les 2 600 ans du Japon, anniversaire célébrant et commémorant le kigen, la création de l'empire japonais par l'empereur Jinmu. 
Les Jeux de la XIIIe Olympiade, prévus à Londres pour 1944 ont également été annulés. Les Jeux d'été reprirent après la guerre avec les Jeux olympiques d'été de 1948 organisés dans la capitale britannique. Helsinki accueillit les Jeux olympiques d'été de 1952 et Tokyo les Jeux olympiques d'été de 1964.